# Astragalus zacharensis
Astragalus zacharensis là một loài thực vật có hoa trong họ Đậu. Loài này được Bunge miêu tả khoa học đầu tiên năm 1868.